# Nigéria, nós te saudamos
Nigéria, nós te saudamos é o hino nacional da Nigéria. Datada de 1959, a letra foi escrita por Lillian Jean Williams e a música foi composta por Frances Benda. Foi usado pela primeira vez após a independência em 1960, até ser substituído por "Arise, O Compatriots" em 1978.  "Nigéria, nós te saudamos" foi oficialmente readotado em 29 de maio de 2024.